# Galumna dimorpha
Galumna dimorpha är en kvalsterart som beskrevs av Krivolutskaja 1952. Galumna dimorpha ingår i släktet Galumna och familjen Galumnidae. Inga underarter finns listade i Catalogue of Life.